# 久富貢
久富 貢（ひさとみ みつぐ、1908年8月28日-1988年2月23日）は、美術評論家。 
福岡県山門郡生まれ。広島高等学校卒業、1932年京都帝国大学文学部美学美術史学科卒業。同年東京帝国大学文学部大学院に入学、35年中退、日本大学講師。1937年国際文化振興会に勤務、1946年同編纂課長。1947年中央労働学園専門学校講師、48年改組により法政大学講師、1950年東京学芸大学講師、51年教授。59-61年同附属図書館館長、72年停年退官、名誉教授。1973年共立薬科大学教授、1974年跡見女子大学教授を兼任。近代日本画、フェノロサを研究した。妻は料理評論家の久富志子。孫に映画研究者の谷川建司がいる。

## 著書
- 『フェノロサ 日本美術に献げた魂の記録』理想社 1957
- 『アーネスト・フランシスコ・フェノロサ 東洋美術との出会い』中央公論美術出版 1980

### 編纂
- 『講談社版日本近代絵画全集 第19集 小川芋銭・富田渓仙』講談社 1963
- 『現代日本美術全集 15 前田青邨』集英社 1973
- 『日本の名画 14 安田靫彦』編集 中央公論社 1976
- 『カンヴァス日本の名画 14 安田靫彦』沢野久雄共著 中央公論社 1979

### 翻訳
- 『エミール・ウティッツの美学』訳編 玉川学園出版部 玉川文庫 1934
- ジョン・ラファージ『画家東遊録』桑原住雄共訳 中央公論美術出版 1981

## 論文
- Cinii

## 注
1. ↑  東京文化財研究所